# FC Metz
Football Club de Metz (normalt bare kendt som FC Metz) er en fransk fodboldklub fra Metz i Lorraine-regionen. Klubben spiller i Ligue 1. Klubben blev stiftet i 1932 og spiller sine hjemmekampe på Stade Municipal Saint-Symphorien. 
FC Metz' største triumfer er to sejre i den franske pokalturnering Coupe de France, samt to sejre i den lille pokalturnering, Liga Cuppen. Flere gange har klubben spillet med i de europæiske turneringer.

## Titler
- Coupe de France (2): 1984 og 1988

- Coupe de la Ligue (2): 1986 og 1996

## Kendte spillere
- Bernard Lama
- Rigobert Song
- Robert Pirès
- Franck Ribéry
- Louis Saha
- Emmanuel Adebayor
- Miralem Pjanic

## Danske spillere
- Kaj Aksel Hansen
- Tom Søndergaard
- Jørn Sørensen